# One Piece: Stampede
One Piece: Stampede — аніме-фільм, випущений у 2019 році, режисером якого став Такаші Оцука, а продюсером — студія Toei Animation. Це чотирнадцятий повнометражний фільм у серії фільмів One Piece, заснований на однойменній манзі, написаній та проілюстрованій Еїчіро Одою. Фільм був створений на честь 20-річного ювілею аніме. Ода був залучений до фільму як творчий керівник.
Світова прем'єра One Piece Film: Stampede відбулася в кінотеатрі Osaka Station City Cinema в Осаці 1 серпня 2019 року, а пізніше фільм вийшов у Японії 9 серпня 2019 року. Він отримав похвалу за анімацію, сюжет та бойові сцени.

## Сюжет
Пірати Солом’яного капелюха прибувають на Острів Дельта для участі у Піратському Фестивалі — масштабному зібранні піратів, організованому Буеною Феста. Феста відправляє піратів на плавучий острів на пошуки скарбу, який колись належав Королю піратів Ґол Д. Роджеру. Солом’яні капелюхи та багато інших екіпажів, включно з представниками Найгіршого Покоління, а також минулими союзниками й ворогами, вирушають на пошуки та вступають у битви між собою, змагаючись за скарб. Однак це змагання є частиною таємного плану Фести і легендарного пірата Дугласа Буллета, який був найнебезпечнішим злочинцем у в’язниці Імпел Даун протягом двох десятиліть, доки його не звільнили два роки тому. Трафальгар Ло дізнається про змову, зазнає нападу, але тікає на корабель Саузенд Санні і попереджає команду Солом’яного капелюха.
Ніко Робін, Санджі, Тоні Тоні Чоппер та Брук вирушають разом із Ло, за ними слідує під прикриттям Смокер. Пробравшись до сховку Фести, вони виявляють, що той змовився з Морським флотом, щоб викликати Виклик п'яти на Острів Дельта — що знищить його разом з усіма присутніми. Коли скарб знаходять, з’являється корабель і знищує плавучий острів. Пірати падають у бухту нижче, де Буллет забирає скарб і кидає виклик членам Найгіршого Покоління. Манкі Д. Луффі та інші швидко зазнають поразки через силу Буллета та його здібності диявольського фрукту. Буллет намагається вбити Луффі, але Усопп відволікає його і стає мішенню замість нього. Тим часом інші пірати намагаються втекти з Острова Дельта, але виявляють, що на них прямує флот Виклику п'яти. Поки морські піхотинці висаджуються та вступають у бій з піратами, група Ло зустрічає Смокера в лігві Фести, і Санджі вступає з ним у бій, поки Ло та Робін тікають. Санджі розкриває Смокеру, що Феста організував прибуття Виклику п'яти; Смокер не знав про це і розуміє, що флот було підставлено. Ло та Робін натрапляють на колишнього Шічібукая — Крокодайла, який хоче втягнути Ло у свій план.
Буллет протистоїть флоту Виклику п'яти і демонструє пробуджені сили свого диявольського фрукту, розбираючи кораблі флоту й навколишнє місто на частини, з яких формує гігантського колоса. За допомогою нього він захоплює перевагу над піратами та морськими піхотинцями. Тим часом Феста розкриває, що скарб, який має Буллет, — це вічний компас, здатний привести кораблі до Лаф Тейл — острова, де знаходиться найвідоміший скарб Ван Піс. Мрією Буллета є стати Королем піратів, здолавши найсильніших у світі, а Феста планує використати його руйнування та скарб для початку нової епохи. Дізнавшись про дії Буллета, адмірал флоту Марінфорд Сакадзукі наказує розпочати другий Виклик п'яти на острів.
Санджі, Робін, Чоппер і Брук знову збираються разом, після чого Чоппер і Брук вирушають на пошуки Луффі. Вони знаходять Луффі та Усоппа майже непритомними, і Чоппер надає їм допомогу. Прийшовши до тями, Луффі одразу йде в атаку на Буллета, але зазнає поразки. Боа Хенкок знаходить Луффі, однак випадково приводить із собою Баггі, Смокера, Ло і прийомного брата Луффі — Сабо. Ло ділиться планом перемоги над Буллетом: зруйнувати його колоса, зібраного з уламків флоту. Вони розпочинають битву, до якої також приєднуються Крокодайл і Роб Луччі, який ховався. Їхні спільні атаки знищують одну руку колоса, а Луффі руйнує іншу, використавши Четвертий гір. Постріли Усоппа, зроблені раніше, добивають колоса остаточно. Луффі та Буллет вступають у фінальний бій, і зрештою Луффі перемагає. Крокодайл і Луччі намагаються заволодіти вічним компасом, однак Луффі його знищує, заявляючи, що знайде Ван Піс зі своєю командою без будь-яких підказок.
Феста оплакує провал свого плану, та його перемагає та захоплює Сабо. Луффі возз’єднується зі своєю командою, і вони разом із рештою піратів намагаються втекти, але потрапляють під атаку другого флоту Виклику п'яти. Проте Смокер повідомляє своє керівництво, що в необхідності застосування Виклику більше немає, і Сабо допомагає піратам пройти через флот, створивши стіну вогню. Розкривається, що Роджер зневажав вічний компас і колись викинув його, вважаючи, що Ван Піс не може дістатися тому, хто покладається на подібні речі. Команда Луффі вражена, дізнавшись, що він знищив компас, за винятком Усоппа. Луффі ж пояснює, що якби вони скористались ним, то пропустили б безліч чудових пригод.

## Сприйняття

### Кінопрокат
Фільм мав найвищу відвідуваність у Японії в перший день прокату у 2019 році. Він дебютував на першому місці в японському прокаті, заробивши ¥1 646 321 500 (приблизно 15,64 мільйона доларів США) за перші чотири дні завдяки продажу 1 254 372 квитків. За дев’ять днів фільм продав 2,31 мільйона квитків і заробив ¥3,05 мільярда (близько 28,7 мільйона доларів США), ставши найшвидшим фільмом від Toei, що досяг позначки в ¥3 мільярди з 2000 року. Станом на 25 серпня 2019 року стрічка заробила ¥4 133 257 100 (приблизно 39 мільйонів доларів США) з продажем 3 117 929 квитків за сімнадцять днів. Станом на 8 вересня 2019 року фільм зібрав понад ¥5 мільярдів (близько 47 мільйонів доларів США) та продав понад 3,7 мільйона квитків. У США фільм зібрав $1 298 528 станом на 12 червня 2020 року.
Станом на грудень 2019 року фільм зібрав ¥5,55 мільярда (50,57 мільйона доларів США) в Японії та 30,7 мільйона доларів у Китаї (станом на 3 листопада 2019 року). Станом на 13 листопада 2019 року загальні світові касові збори фільму становили ¥10 мільярдів (93 мільйони доларів США).

### Думки критиків
Згідно з даними сайту-агрегатора рецензій Rotten Tomatoes, 94% критиків дали фільму позитивну оцінку на основі 16 рецензій, із середнім рейтингом 7,2 із 10.

## Нотатки
1. ↑  One Piece Stampede
  - Світ (Станом на 13 листопада 2019)  –  ¥10 млрд ($93,000,000)[5][6]
  - Після 13 листопада 2019 - Всі території  –  $1,684,223[7]